# Hans Joachim Müller (Maler)
Hans-Joachim Müller (* 7. Januar 1909 in Saarbrücken; † 18. Januar 1994 ebenda) war ein deutscher Maler und Zeichner. Er war ein vielseitiger und produktiver Künstler mit akademischer Ausbildung. Von vielen wird er als „Saarbrücker Original“ gesehen. Bekannt ist er bis heute unter dem Spitznamen „König von Daarle“ („Daarle“ ist die Dialektbezeichnung von Müllers Heimatstadtteil St. Arnual).

## Leben
Müllers Eltern betrieben ein Kaffeehaus in der Saarbrücker Viktoriastraße, in dem auch Künstler verkehrten. Dort kam er schon als Gymnasiast (heutiges Gymnasium am Schloss) mit dem reichsweit bekannten Maler Otto Weil in Kontakt, der sein Talent erkannte und ihn förderte. Weil gehörte in München zur Avantgarde. Zum damaligen Saargebiet hielt er von Bayern aus aber immer Kontakt, auch zu seinem Schüler Müller.
Müller erkrankte im hohen Alter an Alzheimer und starb wenige Tage nach seinem 85. Geburtstag in einem Saarbrücker Pflegeheim. Er ist auf dem Saarbrücker Hauptfriedhof bestattet.

## Künstlerischer Werdegang
1928 schrieb sich Müller auf Weils Empfehlung an der Akademie der Bildenden Künste ein. Mit dieser Münchner Kunsthochschule verbinden sich Namen wie Lovis Corinth, Wassily Kandinsky, Paul Klee und Franz Marc. Zugleich studierte Müller Darstellende Kunst mit Schwerpunkt Gesang. Sein Ausbilder war der international bekannte Julius Patzak, ein österreichischer Operntenor.
Bei dem Simplicissimus-Zeichner Peter Schondorf und bei Kunstmaler Peter Kalman machte Müller sein Examen. Danach ließ er sich in St. Arnual nieder und arbeitete in seinem Elternhaus auf dem Schenkelberg als freischaffender Künstler. Einen Namen machte er sich als Porträtmaler, der Auftragsarbeiten annimmt. Die Saarbrücker Zeitung schrieb 1988: „Angeregt von Neo-Impressionismus und Jugendstil, später auch der Neuen Sachlichkeit, dazu die Freiheit des Expressionismus im Hinterkopf, entwickelte sich Hans-Joachim Müller zum einfühlsamen und psychologisch sensiblen Porträtisten, der den Damen der Saarbrücker Gesellschaft zu immerwährender Jugend und auch zu ein bisschen Unsterblichkeit verhalf.“
Anfang der 1930er-Jahre unternahm er viele Reisen in südliche Länder, entdeckte die Aquarellmalerei für sich. Mit spontan gezeichneten Skizzen führte er ein visuelles mediterranes Tagebuch. Besonders eindrucksvoll sind seine Marokko-Kladden von 1956 (heute im Besitz der Stadt Saarbrücken). Die Landeshauptstadt erwarb 1982 eine ganze Sammlung seiner Werke und sicherte damit auch Müllers Alterseinkommen ab.
Wenn er nicht reiste, arbeitete Müller in seiner Region und wählte Motive im vertrauten Umfeld: von der Saarbrücker Schlossmauer über die Winkelgassen St. Arnuals bis zu lothringischen Bauerndörfern. Aus dieser Zeit stammt sein Spitzname „König von Daarle“, der nicht abwertend gemeint war, sondern als Anerkennung seiner Mal- und Zeichenkunst sowie seines lockeren Lebensstil und seiner liebenswürdige Art. „In den Lokalen zeichnete er, und wenn es ging, genügte ihm dafür die Rückseite eines Bierdeckels oder eine Papierserviette. Viele dieser spontan geschaffenen Kleingrafiken sind im Landesarchiv und im Kulturamt der Stadt erhalten, man kann sie als grafische Stenogramme bezeichnen“, hieß es bei einer Ausstellungseröffnung im Museum St. Arnual.

## Auszeichnungen
- 1967: Grand Prix der Stadt Sarreguemines, Lothringen
- 1978: Kunstpreis der Landeshauptstadt Saarbrücken

## Ausstellungen (Auswahl)
- Moderne Galerie, Saarbrücken
- Haus der Parlamentarier, Bonn
- Museum St. Arnual
- Pfalz-Galerie, Kaiserslautern
- Hôtel de Ville, Séguret, Provence
- Rathaus Saarbrücken